# Gürcü Mehmed Pascià II
Gürcü Mehmed Pascià ("il Georgiano"; ... – Buda, 1665) è stato un politico ottomano. Fu schiavo (ma non un eunuco) di Koca Sinan Pascià, più volte gran visir negli ultimi anni del XVI secolo, e, nel 1665, gli venne data in sposa Atike Sultan, figlia del sultano Ibrahim I, anche se entrambi morirono quello stesso anno. 
All'ombra del suo maestro ascese e venne a beilerbei di Rumelia (1623), visir (625), beilerbei di Damasco (1625-1626) e di Diyarbekir (1626-1627). Nel 1627 fu membro del diwan e occupò altri governi provinciali. Nel 1635 partecipò alla campagna di Yerevan e nel 1638 a quella di Baghdad. Il 25 febbraio 1640 fu nominato kubbeveziri (gran consigliere del diwan) fino a quando nel marzo 1645 affrontò il Gran Visir Sultanzade Semiz Mehmed Pascià (1644-1645).
Su raccomandazione di un favorito, il sultano Mehmet IV lo nominò Gran Visir quando era il più anziano di tutti i visir (27 settembre 1651), carica che mantenne per quasi 9 mesi (fino al 20 giugno 1652). Durante il suo mandato non poté finire la campagna di Creta o liberare i Dardanelli dai veneziani, né ottenne un armistizio con Venezia. Nei mesi in cui regnò i suoi figli, fratelli, parenti e amici ricevettero varie cariche. Fu deposto il 20 giugno 1652 e brevemente imprigionato nella Fortezza di Yedikule, ma rilasciato e permesso di risiedere a Istanbul.
Ottenne poi la nomina a governatore di Tamışvar (Timișoara), Kıbrıs (Cipro) e Budin (Buda). Si crede che sia morto in quest'ultima destinazione il 6 aprile 1666.